# منکث (یمن)
 منکث  روستایی است در جنوب غربی یریم، در عزلهٔ (بنی منسیه)، در ناحیهٔ (الشهب الیمانیه)، از توابع استان حضرموت در کشور یمن در شبه جزیره عربستان.

## جمعیت
جمعیت آن (۳۷۲) نفر (۷ خانوار) می‌باشد.